# 傑克·葛里森
傑克·葛里森（英語：Jake Gleeson；1990年6月26日—）是一位新西蘭的職業足球運動員，在場上的位置是門將，他現在效力於北美足球大聯盟的波特蘭木材。葛里森還曾代表新西蘭各級青年隊參加足球賽事。現在他是新西蘭國家足球隊的一員。

## 外部連結
- MLS player profile （页面存档备份，存于）
- 傑克·葛里森在 National-Football-Teams.com 上的出场纪录
- NZ Football Profile